# Fusinus zacae
Fusinus zacae là một loài ốc biển, là động vật thân mềm chân bụng sống ở biển trong họ Fasciolariidae.